# Johann Wilhelm Ritter
Johann Wilhelm Ritter (Samitz kraj Haynaua, 16. prosinca 1776. – München, 23. siječnja 1810.), njemački kemičar i fizičar. Studirao je medicinu na Sveučilištu u Jeni (1791. – 1795.), te radio kao ljekarnik u Liegnitzu (danas Legnica u Poljskoj). Već kao šegrt s 14 godina radio je mnoge pokuse iz kemije i elektriciteta. Ritter je pripadao pokretu njemačkog romantizma, poznavao je Johanna Wolfganga von Goethea, Alexandera von Humboldta, Johanna Gottfrieda Herdera i Clemensa Brentanoa, dok je najveći utjecaj ne njega imao Friedrich Wilhelm Joseph von Schelling. 1801. posjetio ga je Hans Christian Ørsted, koji je zabilježio neke njegove pokuse. 
Ritter se u početku bavio elektrokemijom, elektrolizom otopine bakrova sulfata dobio je na elektrodi sloj metalnoga bakra, što je bio početak elektroplatiranja. Elektroplatiranje, galvanotehnika (galvanizacija) ili galvanostegija (galvan[izacija] + grč. στέγεıν: pokrivati; elektro- + njem. Plattierung) je nanošenje tankoga sloja nekog metala na površinu predmeta izrađenog od druge kovine elektrolitičkim taloženjem (npr. niklanje, kromiranje, bakrenje) radi zaštite ili uljepšavanja proizvoda.
Proučavao je radove Luigia Galvania ("životinjski elektricitet") i Alessandra Volte ("elektricitet stvoren dodirom metala"), te dao objašnjenja koja su mnoga bliža današnjim shvaćanjima. Ritter je 1800. napravio uređaj za elektrolizu vode, te uspio dobiti vodik i kisik kao odvojene plinove.
1801. je primijetio da se srebrni klorid, koji se razlaže na svjetlosti, znatno brže razlaže kada je izložen nevidljivomu, tada nepoznatomu zračenju iz spektralnoga područja iza ljubičastoga, i time prvi ustanovio postojanje ultraljubičastoga zračenja.
Ritter nikad nije imao redovita primanja, nikada nije postao univerzitetski profesor, iako je 1804. postao član Bavarske akademije znanosti u Münchenu. Iste te godine se i oženio, imao je četvoro djece, ali je 1810. umro vrlo siromašan i izmučen bolešću, vjerojatno zbog električnih pokusa koje je vršio na samom sebi.